# Línea balanceada de audio
El término línea balanceada es un anglicismo derivado de Balance, que significa equilibrio, por ello también se le conoce como línea equilibrada. Las líneas son equilibradas mediante transformadores o electrónicamente. 
Una línea equilibrada se realiza mediante dos conductores, uno de ellos denominado vivo o caliente el cual porta la señal en fase (normalmente de color rojo), el otro denominado retorno o frío porta la señal desfasada 180° llamada contrafase (normalmente de color negro). Este par de conductores va cubierto por una malla conectada a masa. Con esta disposición, se logra mejorar la respuesta ante las interferencias que ofrece la línea no balanceada de audio. La diferencia entre ambas es considerable, pudiendo llegar a los 80 dB (más cuando se trata de líneas microfónicas de alta calidad).

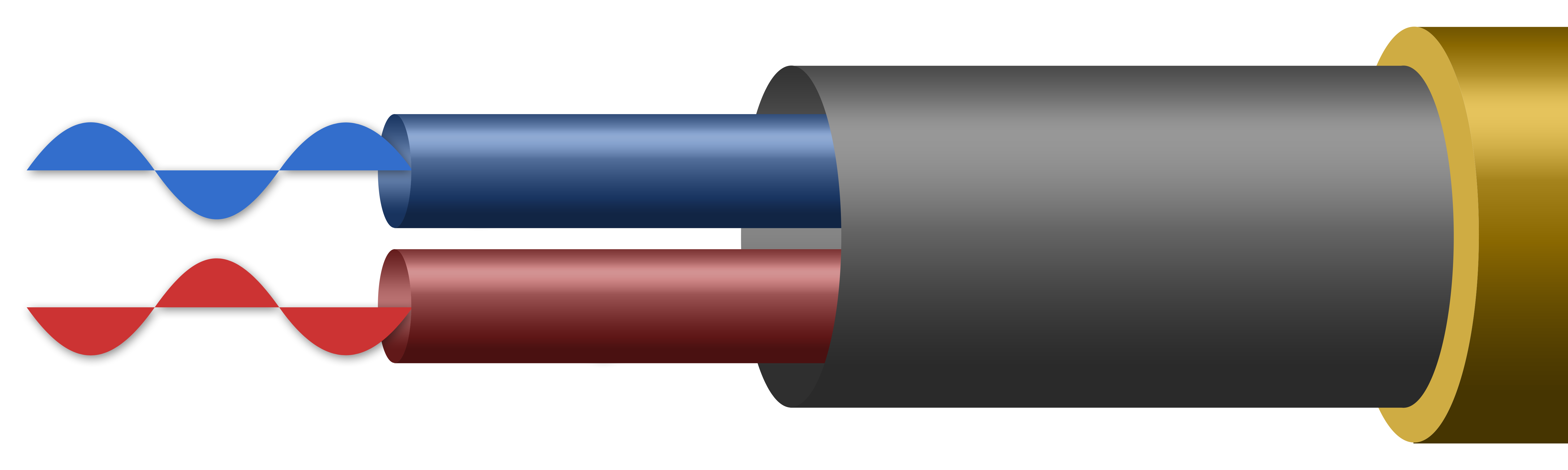
Línea balanceada, las señales en ambos conductores están invertidas de polaridad 180°.

Dicha mejora se fundamenta en que si una interferencia logra atravesar la malla, induce el transitorio en ambos conductores en el mismo sentido. En el receptor, para invertir la línea, hay que invertir la señal que porta la contrafase y sumarla a la fase (o sea restar ambas señales) logrando así duplicar la amplitud de la señal resultante. Al invertir la contrafase, el transitorio queda invertido también, y al sumarlo con la fase, coincidiendo con el transitorio allí inducido, este se anula. En referencia a la intensidad tendríamos; que el transitorio inducirá una corriente (o ruido) de la misma magnitud en ambos conductores de la línea, pero como esta corriente inducida circula por los dos conductores en el mismo sentido, cuando se encuentran en el extremo receptor, se anulan mutuamente. 
A este tipo de interferencia se la conoce como señal de modo común. Precisamente, en muchas especificaciones aparece como dato el CMRR que es la relación de rechazo del modo común (CMR) y como ha quedado dicho, su valor debe ser, al menos, de 80 dB.
Esta buena respuesta ante el ataque de interferencias es la razón por la que las líneas balanceadas se utilizan en el campo profesional.
Casos típicos de líneas balanceadas son las constituidas mediante par simétrico o par trenzado. En las líneas telefónicas balanceadas, normalmente limitadas al lazo local, los conductores de un par forman el balanceo. Las líneas de datos, incluido el audio digital AES/EBU, también se suelen balancear.

## Conectores
Los conectores normalmente utilizados en las líneas de audio balanceadas son de tres pines, el más común es el XLR (comúnmente llamados cannon, siendo el nombre de la marca quien invento este tipo de conectores) tanto en su versión macho como hembra. También se usan conectores de tipo Jack o TRS de varias medidas (el de 1/4 de pulgada, 6,35 mm, es el más común). Hay una serie de conectores universales que posibilitan la conexión de ambos tipos.

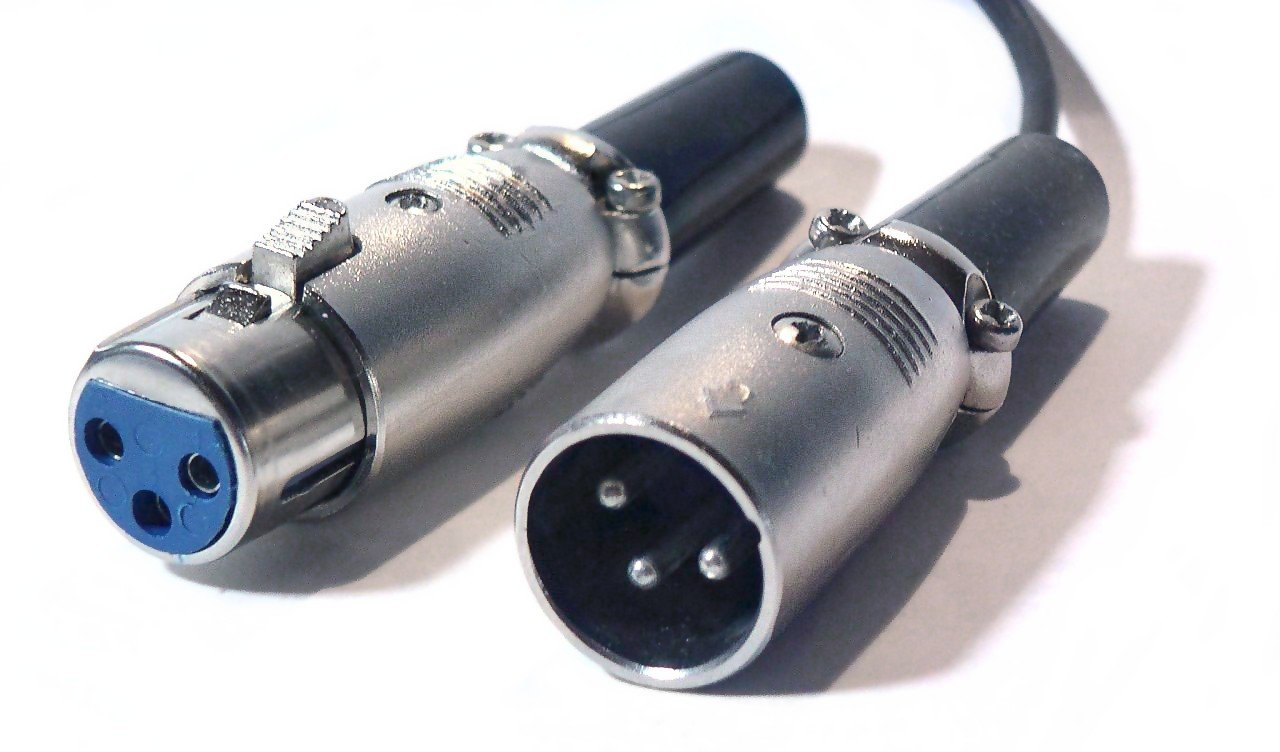
Conectores XLR aéreos, tipo hembra a la izquierda y de tipo macho a la derecha.
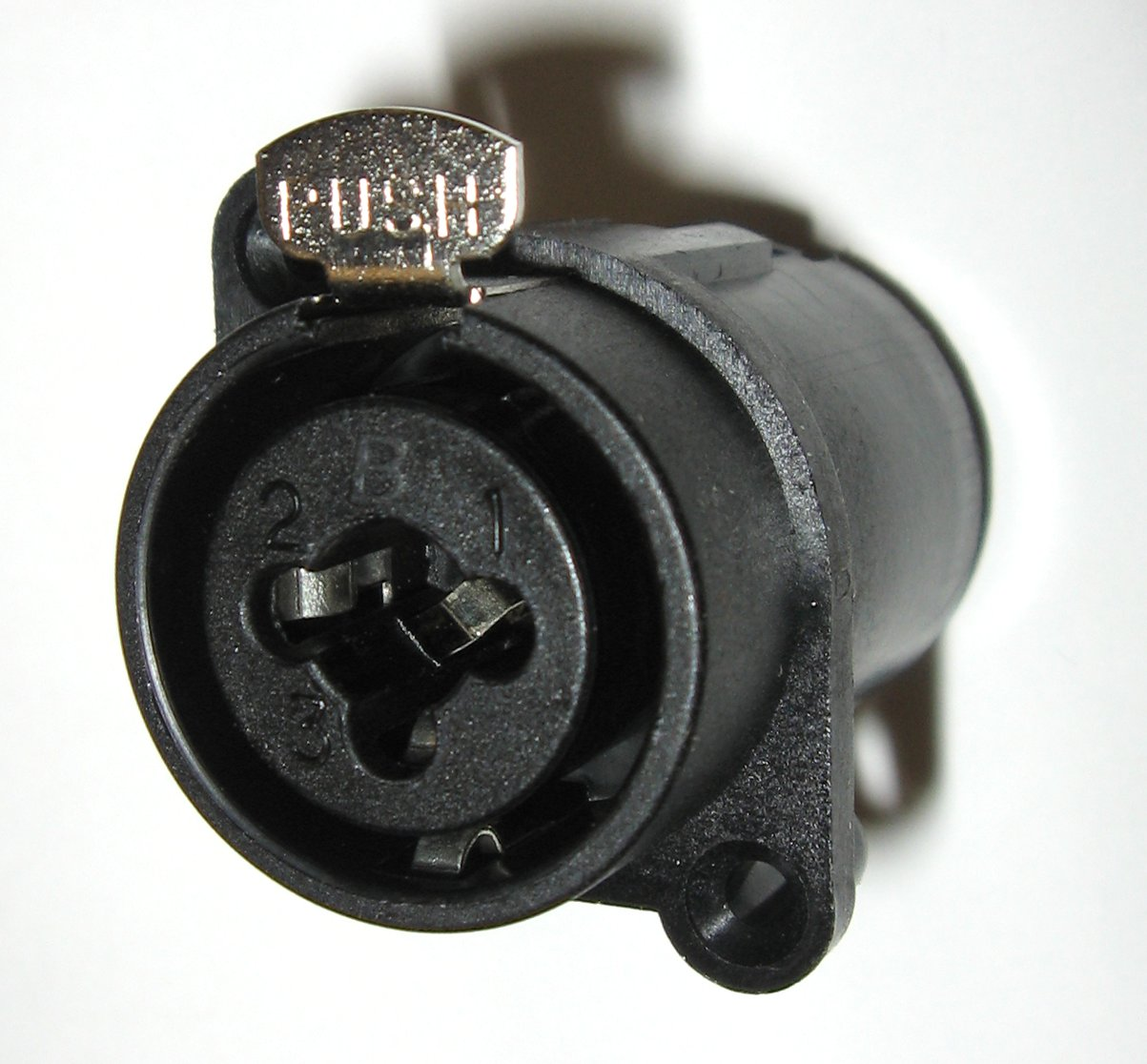
Conector híbrido de XLR y 1/4" TRS (jack).

### Conexionado
En los conectores XLR
- Pin 1: masa.
- Pin 2: fase.
- Pin 3: contrafase.

En los jacks balanceados
- Punta: fase.
- Anillo central (anillo de metal comprendido entre los dos aislante negros hechos de plástico): contrafase.
- vástago  (la zona de metal que sigue inmediatamente al segundo aislante negro de plástico): masa.